# 王拱辰
王拱辰（1012年—1085年），原名拱壽，字君貺，開封府咸平縣（今河南開封通許）人，北宋官员。

## 生平
生於宋真宗大中祥符五年（1012年），自幼家境貧寒，宋仁宗天圣八年（1030年）十八歲舉進士一甲一名狀元，深得仁宗赏识，賜名拱辰，通判怀州、入集贤院，历监铁判官，庆历元年（1041年）为翰林学士，知审官院。仁宗皇祐初（1049年）出知郑州。皇祐四年（1052年）为学士承旨兼侍读。嘉祐元年（1056年）再次拜三司使，出使契丹，辽主知拱辰是少年狀元，设宴垂钓，每得鱼，必亲自向拱辰敬酒。後以端明殿学士知永兴军。宋英宗治平二年（1065年）知大名府。官御史中丞，颇强直，英宗治平四年（1067年），王拱辰上奏滕子京「盜用公使錢止削一官，所坐太輕」。宋神宗熙宁四年（1071年）判河阳。累武汝军节度使，徙彰德军节度使。
王拱辰居洛阳，宅第豪奢，有朝天阁，洛阳人戏称：“王家钻天，司马入地。”神宗元丰八年（1085年）病卒于彰德军节度使任上。追赠开府仪同三司，谥懿恪。

## 家庭
王拱辰先後娶薛奎第三、第五女，歐陽修娶薛奎第四女，與王拱辰同為薛奎女婿，歐陽修曾戲道“舊女婿為新女婿，大姨夫作小姨夫”，故两人为连襟。
根據《宋史》，李清照的繼母王氏，是王拱辰的孫女。此為筆誤，王氏實為岐國公王珪長女。

## 延伸阅读
[在维基数据编辑]
 《宋史/卷318》，出自脱脱《宋史》